# 치누크 (워싱턴주)
치누크(Chinook)는 미국 워싱턴주 퍼시픽 군에 있는 마을(Census-designated place)이다.
2000년에 인구는 457명, 2010년에는 인구가 466명으로 증가했다. 유에스 루트 101 도로가 통과한다.
근처에 포트 컬럼비아 주립공원, 루이스 앤드 클라크 국립 역사공원이 있다.
서북쪽에 포트 어브 일와코 공항이 있다.